# Ernest Goüin (1881-1967)
Pour les autres membres de la famille, voir Famille Goüin.
Ernest-Georges Goüin est un industriel et philanthrope français, né à Croissy-sur-Seine le 22 juillet 1881 et mort le 31 janvier 1967 à Neuilly-sur-Seine.

## Biographie
Fils de l'industriel Jules Goüin (1846-1908), régent de la Banque de France, et de Marie-Thérèse Singer (1856-1909), morte assassinée dans l'affaire du wagon sanglant, Ernest Goüin naît à la villa Desmarest, petit château de ses parents situé Berge de la Prairie à Croissy-sur-Seine.

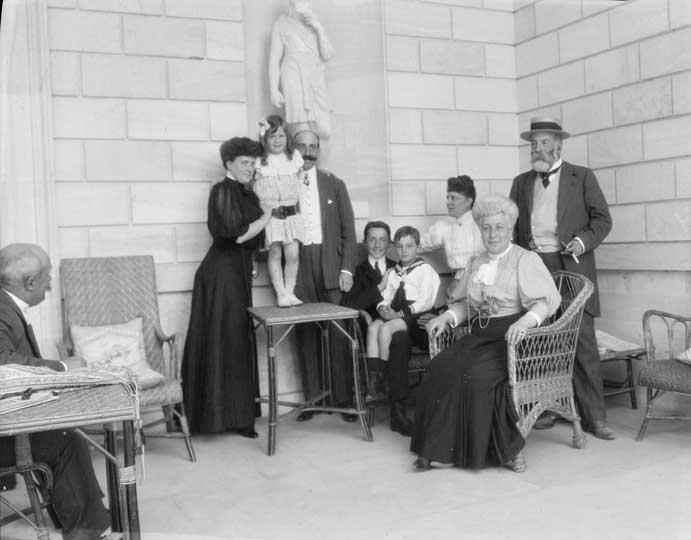
Le jeune Ernest II Goüin, assis au centre avec son neveu Henry sur les genoux, entouré de sa famille, sur le perron du palais abbatial de Royaumont.

Il suit sa scolarité au collège Sainte-Barbe, où il a notamment pour enseignant Jules Pillet, puis il intègre l'École nationale supérieure des beaux-arts (atelier de Victor Laloux) et devient architecte diplômé par le gouvernement en 1908. 
Il épouse en 1908 Jeanne Treilhard (1886-1940), fille du comte Jean-Baptiste Treilhard, officier d'infanterie et conseiller général de Seine-et-Oise (petit-fils du comte Achille Libéral Treilhard), et de Julie Baroche (petite-fille de Pierre Jules Baroche). Ils auront quatre enfants :
- Charlie (1909-1938), secrétaire du conseil d'administration et du comité de direction la Société de construction des Batignolles ;
- Hubert (1913) ;
- Marie-Laure (1914-1994), mariée en 1936 à François Balsan (1902-1972) ;
- Jean-Pierre (1918-1969).

Durant la guerre de 1914-1918, il sert comme capitaine d'infanterie, son attitude lui valant la Légion d'honneur, la croix de guerre et plusieurs citations.
Son buste sera réalisé par le sculpteur Jean Osouf.

### Carrière d'industriel
En 1922, après le décès de son frère Gaston et alors que son frère Édouard est gravement malade, il entre au conseil d'administration de la Société de construction des Batignolles (SCB), fondée par son grand-père, et en 1926, sous la présidence d'Étienne Thouzellier, il est nommé secrétaire du conseil et directeur du service commercial des travaux publics. Il est élu président-directeur général de la Société de construction des Batignolles en 1931, fonctions qu'il assure jusqu'en 1956, et est président du comité de direction jusqu'au 23 juin 1943.
La Seconde Guerre mondiale marque le début d'une période très difficile pour la SCB. L'avancement allemand l'oblige à interrompre un grand nombre de chantiers en Europe de l'Est et à recentrer les activités sur la métropole, négligée depuis longtemps. Lors de la mobilisation générale de 1939, plusieurs membres de la direction (Henry Goüin, Hervé Michel, Pierre David-Weill, le marquis de Solages, Gaston Haelling) ainsi que de nombreux ouvriers et techniciens rejoignent l'Armée. Sur les années 1939-1940, des chantiers de défense nationale sont réalisés pour la fortification du pays et la construction d'usines d'armement, parallèlement aux locomotives construites pour le compte des ministères de la Guerre et de la Marine dans les usines nantaises de la filiale Batignolles-Châtillon, qui connaissent un fort essor. 
À la suite de l'armistice, la SCB assure des chantiers en zone libre, avec une activité restreinte dans l'empire colonial. Sous l'Occupation, plusieurs administrateurs sont déportés (Henry Goüin, Hervé Michel, etc) et plusieurs doivent s'exiler pour éviter la déportation (Pierre David-Weill, le marquis de Solages, etc), contribuant à désorganiser la société. Ernest Goüin réussi à négocier avec l'occupant la libération d'Hervé Michel, son neveu par alliance, en janvier 1942, mais celle d'Henry Goüin n'intervient qu'en décembre 1943. En plus d'une chute de l'activité, la société est contraint de trouver de nouveaux financiers durant cette période à la suite des lois d'« aryanisation » de l'économie. Confronté à la menace allemande de déportation de membres de sa famille, Ernest Goüin fini par accepter que les Batignolles prennent part à la construction du mur de l'Atlantique.
À la Libération, la direction des Batignolles est accusée par ce fait de collaboration et Ernest Goüin est arrêté le 30 septembre 1944 du fait de l'activité de sa société. Grâce à la pression des banques Lazard, Rothschild et Seligmann, actionnaires importants de la société, il est enfin libéré au bout de dix-huit mois à la suite du classement de l'instruction à son encontre par le commissaire du gouvernement. Il reprend ses fonctions à la tête des Batignolles en octobre 1946. Durant son incarcération, Jules Aubrun, Henry Goüin et Charles Candelier assurent successivement la présidence par intérim.
Dans la période d'après guerre, malgré plusieurs chantiers publics ou privés contraints d'être fermés à défaut de crédits dans la période d'après guerre, les Batignolles prennent part à la reconstruction. Une augmentation du capital de 240 millions de francs est décidée en 1946 afin d'assurer de nouveaux investissements.
Sous son impulsion, la SCB réalise en France les barrages de Suresnes, de Pébernat, de Luzech, de la Roucarié, les ouvrages d'entrée et le canal de Donzère-Mondragon, la centrale de Venthon, les aménagements complémentaires du barrage de Tignes, des travaux de tunnels, de quais (quai Bellot, au Havre), la reconstruction de la gare maritime du Havre, l'aéroport de Lille - Lesquin. Elle achève les aménagements de Fessenheim et le barrage de Saint-Pierre-Cognet. En Algérie, elle construit le barrage de Foum-el-Gherza. Dans l'Union française, le chemin de fer Congo-Océan, les aménagements des ports de Tamatave, de Djibouti, de Pointe-Noire, de Douala, la construction du pont sur le Wouri, l'aérodrome de Maya-Maya (Brazzaville), de nombreuses routes en Oubangui.
À l'étranger, on lui doit notamment les ports de Gdynia et de Wielka Wies (Pologne), le port de Mocha (Yémen), celui de Smyrne (en) en Turquie, celui de Guayaquil en Équateur, le bassin pétrolier du port d'Alexandrie, le barrage d'Idfina en Égypte, ceux d'Innishcarra et de Carrigadrohid en Irlande, et de nombreuses et importantes réalisations de ponts, d'aérodromes et de lignes de chemins de fer. 
Ernest II Goüin est également président-directeur général des Batignolles-Châtillon, de l'African Batignolles Construction et de Batignolles-Morrison–Knudsen (en), administrateur de la Compagnie française des chemins de fer de l'Indochine et du Yunnan et de plusieurs filiales de la Société de construction des Batignolles au Maroc, en Afrique du Sud, au Brésil, etc.
Soucieux des classes laborieuses, il est administrateur de diverses sociétés de secours social, dont la Société philanthropique à laquelle sa famille était attachée et avait confié la gestion de la Fondation et de l'hôpital Goüin.

## Décorations
- Commandeur de la Légion d'honneur (6 août 1955)
- Croix de guerre 1914-1918